# Exploitation aurifère en Chine

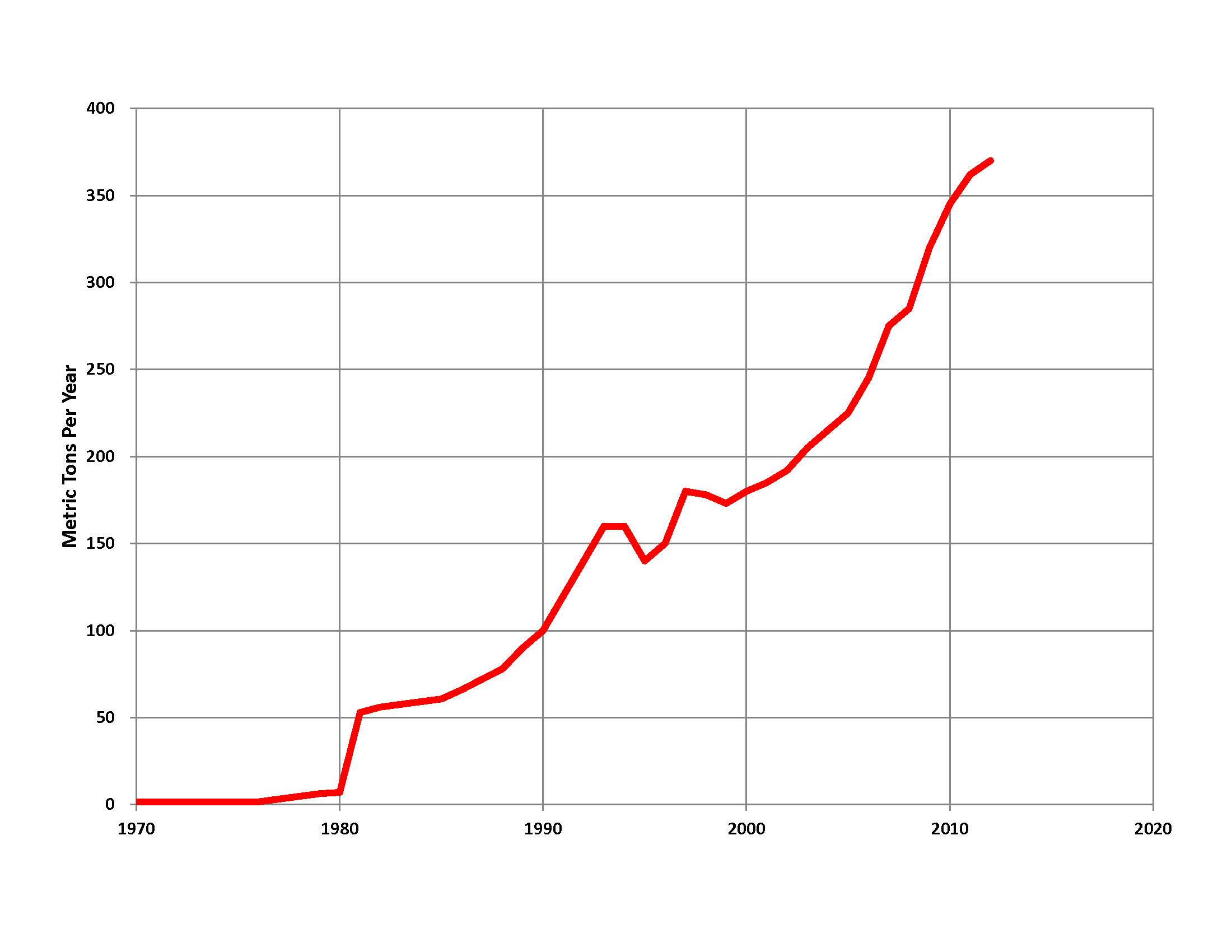
Évoluation de la production aurifère chinoise entre 1970 et 2012.

La Chine est depuis 2007 le premier pays producteur d'or du monde, place qu'elle a prise à l'Afrique du Sud. L'extraction du minerai est pour la Chine une industrie fondamentale, qui lui permet notamment d'accroître fortement ses réserves d'or.
Cette extraction, concentrée en particulier dans les régions littorales de la Chine de l'Est, est très concentrée entre quelques principales entreprises, alors que des centaines d'autres couvent une très faible partie de la production. Les réserves géologiques prouvées sont assez faibles. En revanche, l'extraction aurifère réalisée par la Chine ne se limite pas au territoire chinois et de nombreux pays du monde voient opérer des entreprises chinoises sur leur territoire.
Cette industrie pose des problèmes de sécurité des travailleurs et de dommages environnementaux.

## Histoire
En 2007, la quantité d'or extrait annuellement en Chine dépasse celle de l'extraction sud-africaine, avec 276 tonnes contre 272 ; la primauté sud-africaine n'avait plus été dépassée depuis cent un ans ; cette première place mondiale est au moins autant due au déclin de la production du Transvaal qu'à l'augmentation de la production chinoise, la Commission nationale du développement et de la réforme n'ayant pas prévu cette prééminence chinoise avant deux années supplémentaires.
La croissance est continue jusqu'en 2017 ; toutefois, l'année suivante, elle baisse de 36 tonnes ; en effet, la règlementation environnementale se durcit à cette date afin de réduire l'impact de l'exploitation aurifère sur l'environnement. En 2021, des inspections de sûreté sont menées notamment au Shandong et entraînent une baisse de la production.

## Production et usage

### Prospection
De 2008 à 2022, la part du budget consacré à la prospection d'or constitue environ la moitié du budget de prospection minérale de la Chine, soit environ ente 200 et 340 millions de dollars annuels, sur un budget total alloué compris entre trois cents et sept cents millions de dollars.

### Extraction
En 2017, pour la onzième année consécutive, la Chine est le premier producteur aurifère au monde, avec 426,14 tonnes, soit environ 13 % de la production mondiale. À cette date, environ trois mille quatre cents mines sont en service, gérées par environ quatre cents entreprises dont les plus grosses dominent très largement le secteur, notamment China National Gold Group (en), Shandong Gold Group (en), Zijin Mining et Zhaojin Mining (en).
L'exploitation est également menée par des entreprises étrangères travaillant en coentreprise,.

### Extraction dans des pays étrangers
Dans de nombreux domaines miniers, la Chine opère à l'étranger. En ce qui concerne l'or, les pays dans lesquels la Chine est le plus présente sont la Colombie, le Ghana, la Papouasie-Nouvelle-Guinée, la Serbie et la Guyana. La stratégie chinoise consiste souvent en fusions-acquisitions ou achat aux enchères de sociétés locales, souvent en surenchérissant fortement sur les offres existantes. Les pays du Tiers monde sont les principales cibles de cette politique ; en effet, dans des pays plus industrialisés, les prix sont plus élevés ; d'autre part, les gouvernements sont souvent rétifs à laisser les entreprises chinoises exploiter leurs ressources, pour des raisons de sécurité nationale.

### Achat par les particuliers
En 2020, l'or extrait sert en priorité à la joaillerie, qui absorbe 73 % de la production. En particulier, lors du Nouvel An chinois, environ trois cents tonnes d'or sont achetées par les ménages chinois sous forme de bijoux.

### Thésaurisation
L'accroissement de la production aurifère est un des piliers de la stratégie chinoise d'accroissement des réserves d'or. Celles-ci ne sont pas officiellement connues. En 2020, elles sont estimées à deux mille tonnes par certains observateurs quand d'autres articles font état de stocks de quatre mille tonnes dès 2016 ; la seule valeur communiquée par la Banque populaire de Chine est 650 tonnes.
Cette ambition correspond à une volonté de mettre en place un étalon-or.
Le corollaire de cette volonté d'accroissement est l'absence totale d'exportation d'or sur le marché international. À l'inverse, en plus de la production intérieure, la Chine importe en 2011 environ huit cents tonnes d'or.

## Implantation géographique
La production aurifère est particulièrement concentrée dans les provinces orientales : Shandong, Henan, Fujian et Liaoning. Plus récemment, la production s'est accrue dans les provinces du Guizhou et du Yunnan, au sud-ouest. En 2020, les cinq principales mines sont Shaxi, dans l'Anhui, avec 730 212 onces, soit 20,7 tonnes, Jiaojia dans le Shandong avec 231 660 onces soit 6,6 tonnes, Dayingezhuang dans la même province avec 228 053 onces soit 6,5 tonnes, Sanshandao toujours dans le Shandong avec 218 495 onces soit 6,2 tonnes, enfin Zaozigou dans le Gansu avec 207 101 onces soit 5,9 tonnes.

## Aspects économiques et sociaux

### Faiblesses des gisements
La production chinoise est la plus importante au monde, mais les réserves prouvées dans les sous-sols sont relativement peu importantes, constituant en 2020 sept pour cent des réserves prouvées géologiquement, ce qui correspond à cette date à deux mille tonnes prouvées, soit cinq années de production.

### Dangers de l'extraction
Les mines d'or chinoises connaissent de fréquents accidents qui causent parfois plusieurs dizaines de décès.

### Problèmes environnementaux
L'extraction de l'or est très souvent une industrie extrêmement polluante. Dans les zones où cette production reste artisanale, deux produits sont majoritairement utilisés pour séparer l'or des autres minéraux : le cyanure, qui a un effet immédiat sur la faune et la flore, mais qui n'est pas biopersistant, se dégradant rapidement sous l'effet de la lumière du soleil ; et le mercure, neurotoxique dont la toxicité ne crée des effets qu'à long terme, mais qui ne se dégrade pas. Bien qu'officiellement interdite, l'extraction au mercure continue d'être utilisée dans de petites structures en Chine. Néanmoins, la stratégie de lutte contre la pollution reste peu concertée au milieu des années 2010.

### Protestations de la population

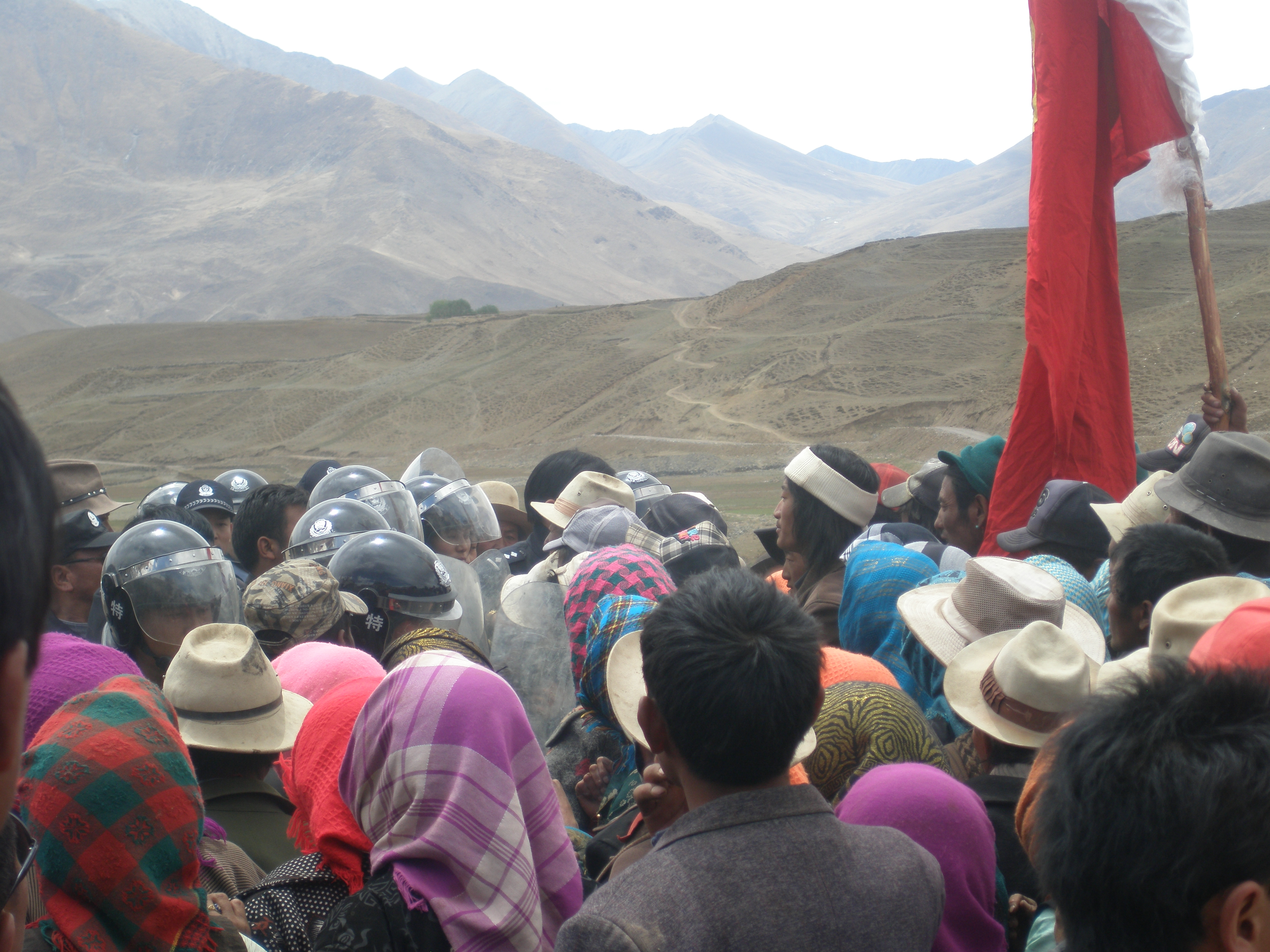
Manifestation de protestation à Shigatsé en 2010.

Certaines populations s'opposent à l'ouverture de mines d'or ; c'est en particulier le cas dans les régions autonomes de l'Ouest de la Chine, notamment Tibet et Xinjiang,.

### Travail forcé
En 2021, une entreprise canadienne exploitant une mine d'or au Xinjiang affirme avoir subi une confiscation de la mine en question alors que des rapports, notamment de l'Institut australien de stratégie politique, suspectent que cette mine fasse appel au travail forcé.